# Mongoliana recurrens
Mongoliana recurrens är en insektsart som först beskrevs av Butler 1875.  Mongoliana recurrens ingår i släktet Mongoliana och familjen sköldstritar. Inga underarter finns listade i Catalogue of Life.